# Сан-Маркуш-да-Серра
Сан-Маркуш-да-Серра (порт. São Marcos da Serra)  —  район (фрегезия) в Португалии,  входит в округ Фару. Является составной частью муниципалитета  Силвеш. По старому административному делению входил в провинцию Алгарве (регион). Входит в экономико-статистический  субрегион Алгарве, который входит в Алгарве. Население составляет 1535 человек на 2001 год. Занимает площадь 154,90 км².